# Bactrocera triangularis
Bactrocera triangularis är en tvåvingeart som först beskrevs av Drew 1968.  Bactrocera triangularis ingår i släktet Bactrocera och familjen borrflugor. Inga underarter finns listade.